# Adenorachis
Adenorachis là một chi thực vật có hoa trong họ Hoa hồng.